# SIGLEC14
SIGLEC14 (англ. Sialic acid binding Ig like lectin 14) – білок, який кодується однойменним геном, розташованим у людей на довгому плечі 19-ї хромосоми. Довжина поліпептидного ланцюга білка становить 396 амінокислот, а молекулярна маса — 43 970.
| 10         |  | 20         |  | 30         |  | 40         |  | 50         |
| ---------- |  | ---------- |  | ---------- |  | ---------- |  | ---------- |
| MLPLLLLPLL |  | WGGSLQEKPV |  | YELQVQKSVT |  | VQEGLCVLVP |  | CSFSYPWRSW |
| YSSPPLYVYW |  | FRDGEIPYYA |  | EVVATNNPDR |  | RVKPETQGRF |  | RLLGDVQKKN |
| CSLSIGDARM |  | EDTGSYFFRV |  | ERGRDVKYSY |  | QQNKLNLEVT |  | ALIEKPDIHF |
| LEPLESGRPT |  | RLSCSLPGSC |  | EAGPPLTFSW |  | TGNALSPLDP |  | ETTRSSELTL |
| TPRPEDHGTN |  | LTCQVKRQGA |  | QVTTERTVQL |  | NVSYAPQNLA |  | ISIFFRNGTG |
| TALRILSNGM |  | SVPIQEGQSL |  | FLACTVDSNP |  | PASLSWFREG |  | KALNPSQTSM |
| SGTLELPNIG |  | AREGGEFTCR |  | VQHPLGSQHL |  | SFILSVQRSS |  | SSCICVTEKQ |
| QGSWPLVLTL |  | IRGALMGAGF |  | LLTYGLTWIY |  | YTRCGGPQQS |  | RAERPG     |

A: Аланін

C: Цистеїн

D: Аспарагінова кислота

E: Глутамінова кислота

F: Фенілаланін

G: Гліцин

H: Гістидин

I: Ізолейцин

K: Лізин

L: Лейцин

M: Метіонін

N: Аспарагін

P: Пролін

Q: Глутамін

R: Аргінін

S: Серин

T: Треонін

V: Валін

W: Триптофан

Задіяний у такому біологічному процесі, як клітинна адгезія. 
Білок має сайт для зв'язування з лектинами. 
Локалізований у клітинній мембрані, мембрані.